# تشارلز جرير سيلرز
تشارلز جرير سيلرز (بالإنجليزية: Charles Grier Sellers)‏ هو مؤرخ أمريكي، ولد في 9 سبتمبر 1923 في تشارلوت في الولايات المتحدة.